# Поручик Кърджиево
Поручик Кърджиево е село в Североизточна България. То се намира в община Крушари, област Добрич.

## География
Намира се на 6 km от село Коритен, близо до румънската граница. Най-близко населено място е побратименото село Северняк.

## Население
Преброяване на населението през 2011 г.
Численост и дял на етническите групи според преброяването на населението през 2011 г.:
|                     | Численост | Дял (в %) |
| Общо                | 34        | 100,00    |
| Българи             | 32        | 94,11     |
| Турци               | 0         | 0,00      |
| Цигани              | 0         | 0,00      |
| Други               | 0         | 0,00      |
| Не се самоопределят | 0         | 0,00      |
| Неотговорили        | 0         | 0,00      |

## Редовни събития
Съборът на селото е на 6 септември.